# 筒井良武
筒井 良武（つつい よしたけ、1916年5月27日 - 没年不明）は、愛媛県出身のプロ野球選手（捕手、内野手）。

## 来歴・人物
松山商業に在学中の頃、チームは春、夏を通じて3度甲子園に出場し、1935年（昭和10年）の夏に中山正嘉とバッテリーを組んで、全国制覇を果たした。この時、同期で、中山の他に筒井修、山田潔、菅利雄、千葉茂、伊賀上潤伍といった、後にプロ野球で大いに活躍する選手達がいた（山田、菅とは後にイーグルスでもチームメイトになった。）。
松山商業卒業後、1936年（昭和11年）に大東京軍の結成に参加。4月29日、日本プロ野球初の公式戦となった名古屋軍戦（後楽園球場）にも出場し、チームメイトの大友一明に次いで、日本プロ野球史上2人目の盗塁を決めた。1936年秋季シーズンに正捕手の座を掴み、28試合に全試合出場した。捕手以外にも内野の全てのポジションを守ったことがあるユーティリティープレイヤーでもあった。しかし、1937年シーズン終了後に1回目の応召。1939年に復員するも、同年シーズン終了後に2回目の応召を受け、そのままプロ野球界に復帰することなく引退した。
戦後、山口県宇部市にあった実業団チーム（チーム名不明）の監督を務めた。
守備に関しては器用な面も見せたが、打撃面は芳しくなく、それ以上に捕手にとっては致命的とも言える弱肩だったことが、彼の活躍期間を短くした要因だった。1936年10月24日の大阪戦（宝塚球場。連盟結成記念全日本野球選手権（夏季）の大阪大会トーナメント1回戦に当たる。実は前日〈10月23日〉の試合で9-9で引き分けており、再試合だった） では、大阪に1試合13盗塁のチーム盗塁数のプロ野球記録（2014年現在もプロ野球記録として残っている）を許した（試合も4-7で敗戦）。
坪内道則をプロ野球界に導いた人物としても有名である。坪内は家庭の事情により立教大学を中退し、義兄からの送金を打ち切られて経済的に困窮した状態になっていた。そこで筒井は同郷（愛媛県出身）でもあった坪内の窮状を知って、電話で「西池袋にある國民新聞社（大東京軍の親会社）に来ないか」と大東京軍へ誘ったと伝わる。坪内は自身の著書で「筒井君は私の運命にかかわる最初の恩人だった」と感謝している。

## 詳細情報

### 年度別打撃成績
| 年 度     | 球 団      | 試 合 | 打 席 | 打 数 | 得 点 | 安 打 | 二 塁 打 | 三 塁 打 | 本 塁 打 | 塁 打 | 打 点 | 盗 塁 | 盗 塁 死 | 犠 打 | 犠 飛 | 四 球 | 敬 遠 | 死 球 | 三 振 | 併 殺 打 | 打 率 | 出 塁 率 | 長 打 率 | O P S |
| --------- | ---------- | ----- | ----- | ----- | ----- | ----- | -------- | -------- | -------- | ----- | ----- | ----- | -------- | ----- | ----- | ----- | ----- | ----- | ----- | -------- | ----- | -------- | -------- | ----- |
| 1936春    | 大東京     | 8     | 27    | 22    | 1     | 2     | 0        | 0        | 0        | 2     | 0     | 1     | --       | 2     | --    | 3     | --    | 0     | 4     | --       | .091  | .200     | .091     | .291  |
| 1936秋    | 大東京     | 28    | 96    | 82    | 9     | 15    | 1        | 0        | 0        | 16    | 3     | 3     | --       | 0     | --    | 14    | --    | 0     | 12    | --       | .183  | .302     | .195     | .497  |
| 1937春    | イーグルス | 7     | 18    | 17    | 1     | 3     | 1        | 0        | 0        | 4     | 3     | 0     | --       | 0     | --    | 1     | --    | 0     | 2     | --       | .176  | .222     | .235     | .457  |
| 1937秋    | イーグルス | 2     | 0     | 0     | 0     | 0     | 0        | 0        | 0        | 0     | 0     | 0     | --       | 0     | --    | 0     | --    | 0     | 0     | --       | ----  | ----     | ----     | ----  |
| 1939      | イーグルス | 32    | 75    | 66    | 2     | 9     | 2        | 0        | 0        | 11    | 3     | 3     | --       | 2     | 0     | 7     | --    | 0     | 14    | --       | .136  | .219     | .167     | .386  |
| 通算：3年 | 通算：3年  | 77    | 216   | 187   | 13    | 29    | 4        | 0        | 0        | 33    | 9     | 7     | --       | 4     | 0     | 25    | --    | 0     | 32    | --       | .155  | .255     | .176     | .431  |

- 各年度の太字はリーグ最高

### 背番号
- 12 （1936年）
- 11 （1937年、1939年）